# Parakrithella posticliva
Parakrithella posticliva is een mosselkreeftjessoort uit de familie van de Krithidae. De wetenschappelijke naam van de soort is voor het eerst geldig gepubliceerd in 1989 door Hao.